# 德国联邦宪法法院
德国联邦宪法法院（德語：Bundesverfassungsgericht，简称BVerfG）是根据《德意志聯邦共和國基本法》特别设立的法院形式，該法院前身為1951年的西德憲法法院，1993年改制為聯邦憲法法院。該法院與所有其他憲法機關對等、獨立並自主。為彰显其对其他国家机关的独立性，依照《德國聯邦憲法法院法》規定，宪法法院的位置並不在首都（兩德統一前的波恩或統一後的柏林）內，而是在離波恩有一段距離的卡爾斯鲁爾。

## 歷史背景

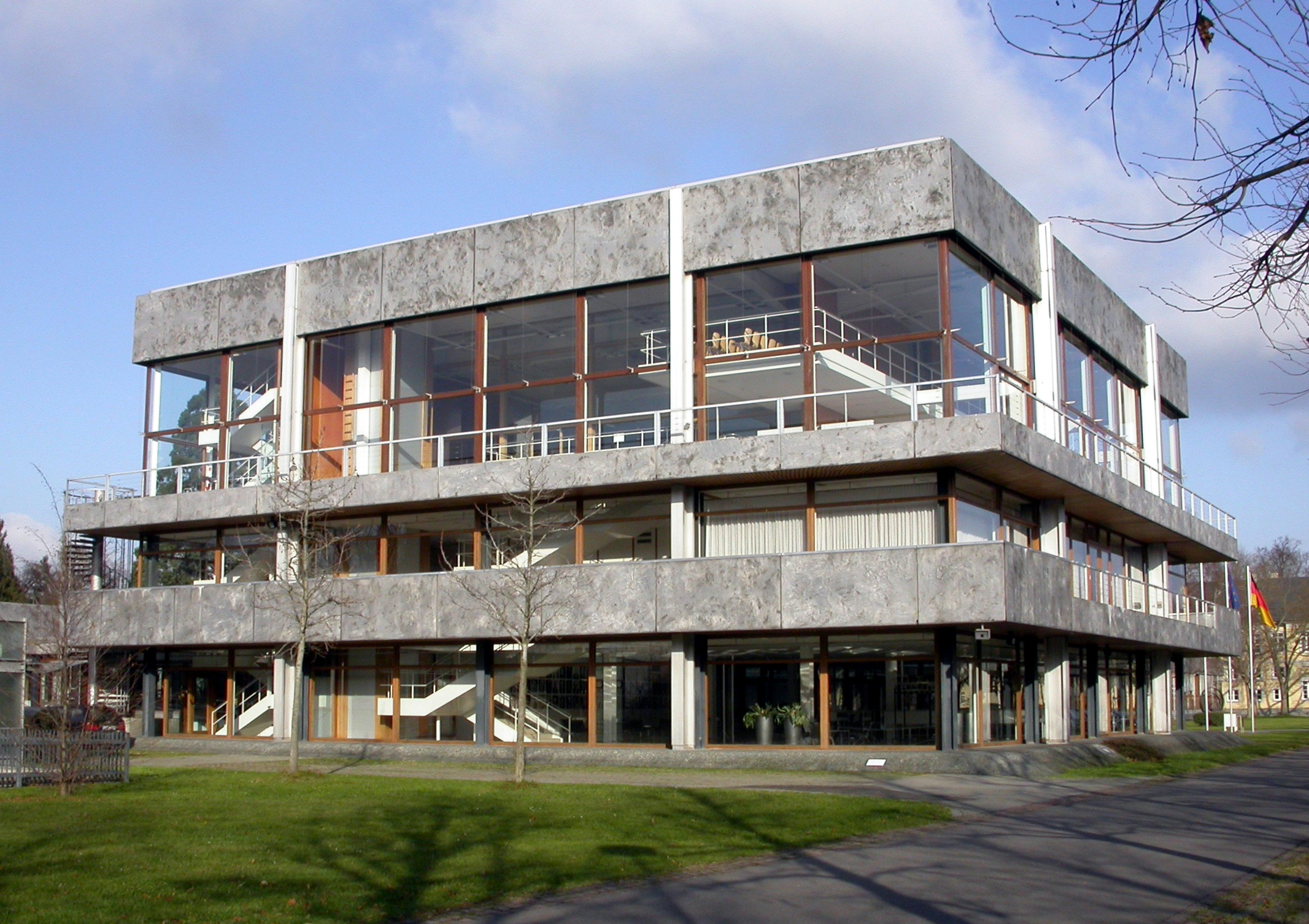
聯邦憲法法院建築

在1930到1940年代的德國，當時當權的納粹政府常以修改憲法、編訂不人道法律的方式合法化自身行為。因此，在戰後，西德建立時便規劃憲法法院，對任何可能違法、違反人權的法律或政府行為進行事先審理。憲法法院作為獨立機構，應確保國家立法、行政和司法三個權力機構的活動始終符合憲法。在對基本法做出最終解釋時，憲法法院純粹基於法律做出裁決。裁決會對政治領域產生影響，且不允許受到政治考量的干擾。

## 法院職能
憲法法院的主要任務包括就政府單位間的爭端做出裁判，對法律進行審查，審理憲法訴訟以及確定政黨是否違憲。宪法法院的中心任务是进行司法审查，即对国家机关的行为进行审查、就政府單位間的爭端做出裁判、審查违宪行為；在这个意义上，它和美国最高法院是类似的。此外，德国联邦宪法法院还有一些美国最高法院不具有的职权。它和美国等国的最高法院的主要区别在于它不是普通法院系统的一部分，而是一个独立的司法机构。憲法法院的工作還包括對政黨的合憲性做出判決。如果對某個政黨的合憲性存在質疑，聯邦議院、聯邦參議院和聯邦政府有權向憲法法院申請取締政黨令，憲法法院隨即依照法律的標準審查該黨的綱領和黨員的行為。
不論國籍，只要自然人認為自己的基本權利或者基本法中所規定的其他權利受到德國政府行政權力的侵害，均可向聯邦憲法法院起訴。在聯邦憲法法院成立以來的最初50年中，公民已經在3000餘起訴訟中勝訴，這一結果大大提高了憲法法院的威望。

## 人员组成
宪法法院的法官由德国联邦参议院和德国联邦议院推选产生。根据《德意志联邦共和国基本法》（即德國的憲法），联邦宪法法院共有法官16名，由联邦议院和联邦参议院分别经由三分之二的多数通过推选出8名。法官任期最长12年，不得连任。实际上，德国联邦参议院经常把选任宪法法院法官的权力委派给由数名参议院议员组成的所谓「法官任命委员会」来行使；许多学者对这种做法持批评态度，认为這是违宪的。

## 外部連結
- 德國聯邦憲法法院 （页面存档备份，存于）